# Fairbanks Ranch (Kalifornija)
Fairbanks Ranch je naseljeno područje za statističke svrhe u američkoj saveznoj državi Kalifornija. Prema popisu stanovništva iz 2010. u njemu je živjelo 3,148 stanovnika.